# عفت غنی‌پور
عفت غنی‌پور عضو سازمان مجاهدین خلق و مأمور ترور آیت الله روح‌الله خمینی از طرف سازمان مجاهدین خلق به رهبری جواد قدیری بود.
غنی‌پور از خانواده ای مذهبی بود و دخترعمه‌اش (شکوه گیوه‌چی)، همسرِ برادرزن خمینی و دوست یکی از خواهران همسر رهبر انقلاب زهره ثقفی بود از سوی دیگر شوهرخواهرش عبدالله برقعی (در جنگ کشته شد) به عنوان یکی از پاسدارهای محافظ بیت رهبری فعالیت داشت.
همسر وی علی کمالخانی نیز از اعضای سازمان مجاهدین بود. غنی‌پور در سال ۱۳۶۵ پس از هماهنگی با مجاهدین و صحبت با مسعود رجوی از آلمان به ایران برمی گردند. اما او که مأمور ترور بود با وجود دسترسی به رهبر وقت انقلاب موفق به انجام ترور نمی‌شود و بعد از مدتی دوباره از ایران خارج شده و به آلمان برمی‌گردد.
پس از آن وی در عملیات فروغ جاویدان شرکت کرده و مجروح می‌شود. او در سال ۱۳۶۹ با سازمان مجاهدین خلق به مشکل برخورده و به ایران بر می‌گردد، اما توسط سیستم امنیتی ایران دستگیر می‌شود.
وی پس از دستگیری اعدام شد.